# Lokomotivní rozvody
Lokomotivní rozvody zajišťují a řídí pohyb páry v lokomotivním parním stroji. 

## Dvě základní části
- Vnitřní rozvod, který konkrétně otvírá vstupní a výstupní kanály stroje.
- Vnější rozvod, což je soustava pák, která určuje, kdy a jak se bude vnitřní rozvod pohybovat.

S trochou nadsázky se dá říci, že se jedná o jednoduchý mechanický analogový počítač.

## Historie lokomotivních rozvodů
Lokomotivní rozvody se vyvíjely především v desetiletích kolem poloviny 19. století a měly velký vliv na jednoduchost obsluhy, výrobu a hlavně účinnost lokomotivních parních strojů.

### Vnitřní rozvody
Vnitřní rozvody byly zpočátku vesměs řešeny plochým šoupátkem, což je vlastně jen plochá deska s vybráním, posouvaná po hladké podložce s otvory. Teprve začátkem dvacátého století se začala postupně používat šoupátka pístová a nakonec zřídka i ventily. 
Pístová šoupátka se skládají z dvojice pístů na společné tyči. Nejprve kopíroval rozvod páry princip plochého šoupátka. To znamená, že pára vstupovala do šoupátkové komory z vnější strany šoupátkových pístů a odcházela mezi nimi. Později bylo toto uspořádání otočeno. To snížilo namáhání ucpávek a zjednodušilo mazání. Ve 20. století byly vyvinuty speciální druhy šoupátek s vyrovnáváním tlaku při jízdě výběhem (například šoupátka Trofimov)
U některých lokomotiv bylo použito i ventilových rozvodů podobných, jako u spalovacího motoru. V provozu se ale neujaly pro náročnost na údržbu. V Československu to byl například rozvod Lentz, v Itálii rozvod Caprotti, ale patentů existovalo více. Ovládání ventilů mohlo být provedeno některým z běžných vnějších rozvodů, nebo vačkami na vačkové hřídeli.

#### Popis vnitřního rozvodu s plochým šoupátkem
1. Ploché šoupátko
2. Šoupátková tyč
3. Sedlo šoupátka
4. Parní kanál k přední straně pístu
5. Parní kanál k zadní straně pístu
6. Prostor s párou o vysokém tlaku
7. Výfukový kanál

### Vnější rozvody

#### Výstředníkové vidlicové rozvody
Vnější rozvody prodělaly mnohem složitější vývoj. Nejprve byly používány rozvody výstředníkové. První z nich byly neefektivní plnotlaké (pára byla dodávána do válce po celou dobu pohybu pístu) rozvody, jejichž ovládání při změně směru bylo neuvěřitelně komplikované, fyzicky náročné a nebezpečné. 
Konstrukce rozvodů byly postupně zdokonalovány. Nejprve se objevily vidlicové rozvody Sharp (1838) a Stephenson (1840). Ty značně zjednodušily možnost změny směru jízdy, i když se změna dala provést jen v klidu a stroj byl stále plnotlaký. Jejich princip spočíval v tom, že lokomotiva měla zvláštní výstředník pro každý válec i pro každý směr jízdy. Přepínání se provádělo posunem výstředníkových tyčí, opatřených vidlicemi. Vidlice umožňovaly zachytit čep páky, ovládající šoupátko.
Další úpravu vidlicových rozvodů provedl Belgičan Cabry, který vylepšil vidlicový výstředníkový rozvod tak, aby bylo možno měnit dobu plnění válce, a tím využít expanze páry.

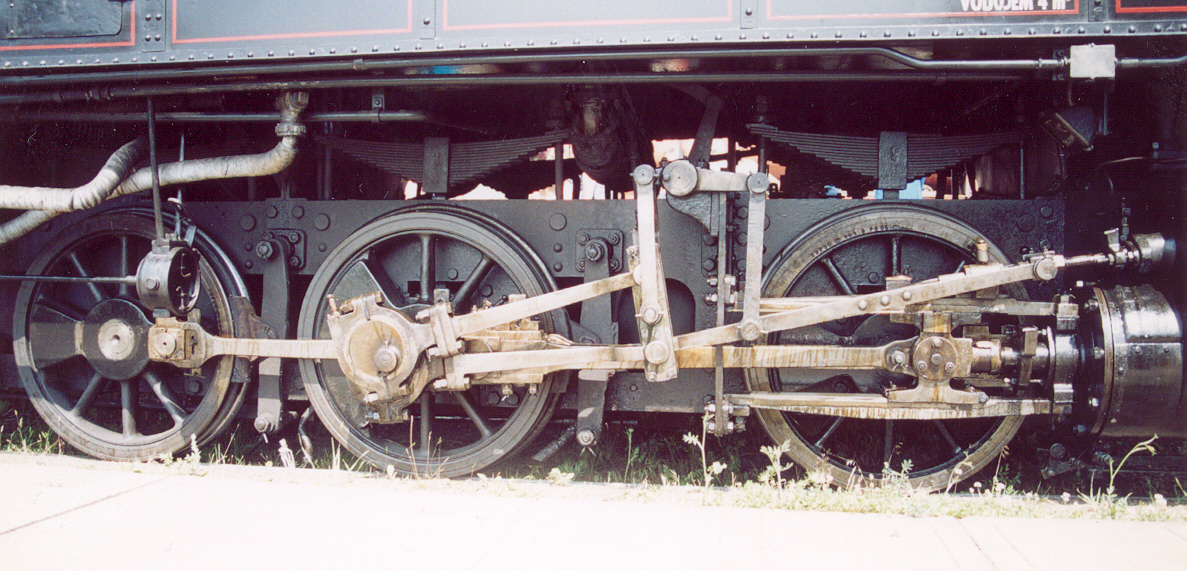
Allan-Trickův rozvod na lokomotivě řady 310.0

#### Výstředníkové kulisové rozvody
Dalším zlepšením výstředníkových rozvodů byly konstrukce inženýrů Howe a Wiliamse (kulisový rozvod Stephenson, 1842) a Gooche (1843). Tyto rozvody umožnily změny směru i při pohybu lokomotivy a také umožnily ovládat režim plnění válců párou. Posledním vylepšením byla nezávisle objevená konstrukce inženýrů Allana a Tricka (1854-1856), která kombinovala Gooshovu a Stephensonovu konstrukci a zároveň zlevnila výrobu rozvodu.

#### Kulisové rozvody s protiklikou
V roce 1848 sestrojili belgický inženýr Egide Walschaerts a nezávisle na něm v Německu inženýr Heusinger kulisový rozvod, který byl používán až do konce éry parních lokomotiv. Trvalo ale několik desítek let, než se jejich vynález prosadil.

#### Úhlové rozvody
Existovaly i další typy rozvodů, například poněkud bizarní úhlové rozvody s komplikovanou soustavou pák. Příkladem může být třeba Gölsdorfův rozvod na lokomotivách ř. 422.0. Tyto rozvody umožňovaly vyhnout se použití tehdy výrobně náročné kulisy. Dalším příkladem je americký rozvod Baker, který se do Evropy dostal pouze na lokomotivách dodaných v rámci UNRRA (u ČSD řada 456.1).